# خوان باراهونا
خوان باراهونا (بالإسبانية: Juan Barahona)‏ هو لاعب كرة قدم سلفادوري، ولد في 12 فبراير 1995 في سان سلفادور في السلفادور. شارك مع منتخب السلفادور تحت 17 سنة لكرة القدم ومنتخب السلفادور تحت 20 سنة لكرة القدم ومنتخب السلفادور لكرة القدم. أما مع النوادي، فقد لعب مع Santa Tecla F.C. ‏.

## وصلات خارجية
- خوان باراهونا على موقع قاعدة بيانات كرة القدم.إي يو (الإنجليزية)
- خوان باراهونا على موقع ناشيونال فوتبول تيمز (الإنجليزية)
- خوان باراهونا على موقع Soccerway.com (الإنجليزية)
- خوان باراهونا على موقع AS.com (الإسبانية)